# Bungar proužkovaný
Bungar proužkovaný (Bungarus fasciatus) je had z čeledi korálovcovití, který žije v jižní Asii. 

## Výskyt
Bungar proužkovaný žije v jižní Asii od severovýchodní Indie až po jižní Čínu, Malajský poloostrov a Indonésii, kde obývá lokality do nadmořské výšky 1 300 metrů, vzácně i výše (spatřen byl i v nadmořské výšce 2 300 metrů). Zdržuje se v lesnaté i zemědělské krajině zpravidla nedaleko od vody. Často též v blízkosti lidského osídlení, zejména vesnic, kvůli hojnému výskytu hlodavců.
Kompletní výčet zemí: Bangladéš, Bhútán, Brunej, Čína, Hongkong, Indie, Indonésie, Kambodža, Laos, Malajsie, Myanmar, Nepál, Singapur, Thajsko, Vietnam.

## Popis
Had má poměrně výraznou kresbu, tělo je jasně žlutozlaté a tmavě hnědomodré až černé. Na základě svých zlatých pruhů, kterých má na těle 15–30, byl i pojmenován – proužkovaný. Název bungar je odvozen od domorodého označení „bangaru“, což znamená zlatý. Na vrchní straně hlavy má nápadnou kresbu ve tvaru písmene „V“. Dospělý jedinec tohoto druhu má 15 řad dorsálních (hřbetních) šupin, 200–234 ventrálních (břišních) šupin a 23–41 subkaudálních (spodních ocasních) šupin.
Dorůstá délky obvykle 1,5 metru, ale největší exempláře dosahují délky přes 2 metry. Například v Thajsku jeden chycený jedinec měřil 2,12 metrů. Dle jiných zdrojů může dorůst délky až 2,25 metrů. V zajetí jsou známi jedinci o velikosti max. 1,2 až 1,41 metrů. Vážit může kolem 3 kg.

## Chování a potrava
Ve dne se obyčejně skrývá v různých štěrbinách, např. v opuštěných termitištích nebo v norách po hlodavcích, a aktivní je hlavně v noci, kdy vyráží za potravou. Loví především jiné hady (oběťmi jsou např. duhovec jednobarvý, užovka rybářská, Amphiesma stolatum, ptyas velkooký, Ptyas korros, bojga pustinná, zmije řetízková, Enhydris enhydris či vinejš pestrý) ale bez povšimnutí nenechá ani ještěry, žáby, drobné hlodavce, vajíčka plazů a ryby.

## Rozmnožování
O rozmnožování tohoto hada se ví jen velmi málo. V Thajsku dochází k páření od ledna do března. V průběhu března až května samice klade asi 2–15 vajec. Vejce jsou široká 26–30 mm, dlouhá 46–56 mm a váží 21,4–22,8 g. Čerstvě vylíhlá mláďata mají 25–35 cm, hmotnost 14–19,6 g a líhnou se v květnu až červenci, tedy po asi 59–62 dnech inkubace. Od dospělých se liší tím, že mají špičatější ocas a především prosté zbarvení; místo sytě žlutých pruhů mají špinavě bílé a zbytek těla našedlý. Pářit se druh začne asi ve věku tří let, když je dlouhý kolem 90 cm.

## Jed
Přes značnou jedovatost a výstražné zbarvení je bungar proužkovaný velmi mírný a během dne zcela neútočný. Při vyrušení jen schová hlavu pod trup a podivně kroutí tělem. Místní lidé ho dobře znají a ve dne jej bez obav vezmou do ruky. Kousne jen tehdy, pokud na něj člověk šlápne. S pomocí drobných, jen asi 2–3 mm dlouhých proteroglyfních jedových zubů, vstříkne do těla oběti nevelké množství jedu (v rozmezí 20–114 mg), který působí na nervový systém, zejména pak na dýchací centrum. Hlavními klinickými příznaky jsou zvracení, bolest břicha, průjem a závrať. Závažná intoxikace může vést k respirační paralýze a v důsledku udušení i k smrti. Neurotoxické příznaky se mohou projevit do dvou hodin a smrt může nastat za 14 hodin od uštknutí. Poloviční smrtná dávka testovaná na laboratorních myších neboli LD50 jedu (nitrožilně) je asi 0,17 mg/kg, 1,29 mg/kg nebo 0,45−2,55 mg/kg, což značí potenciálně velmi silný nebo naopak poměrně slabý jed. Letalita jedu se liší podle zeměpisného původu hada.

## Galerie

Bungar proužkovaný
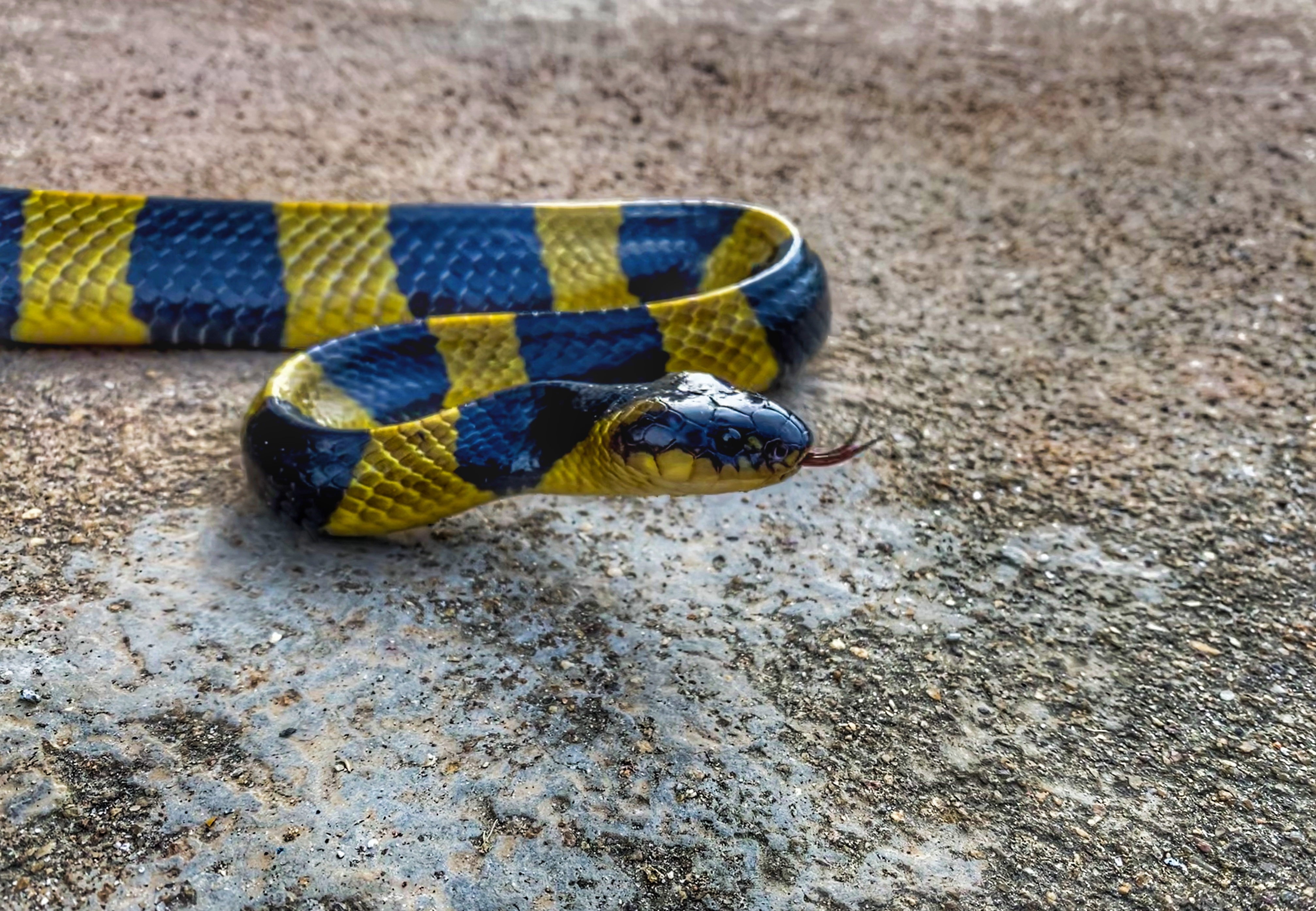
Detail hlavy
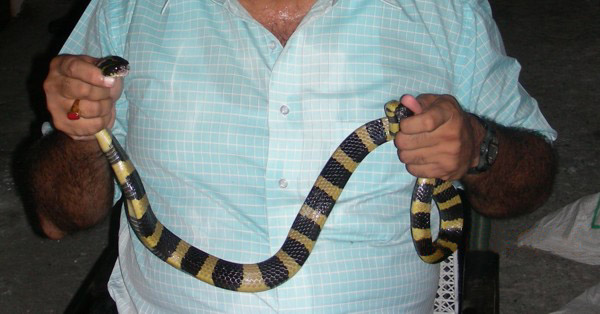
V rukách člověka
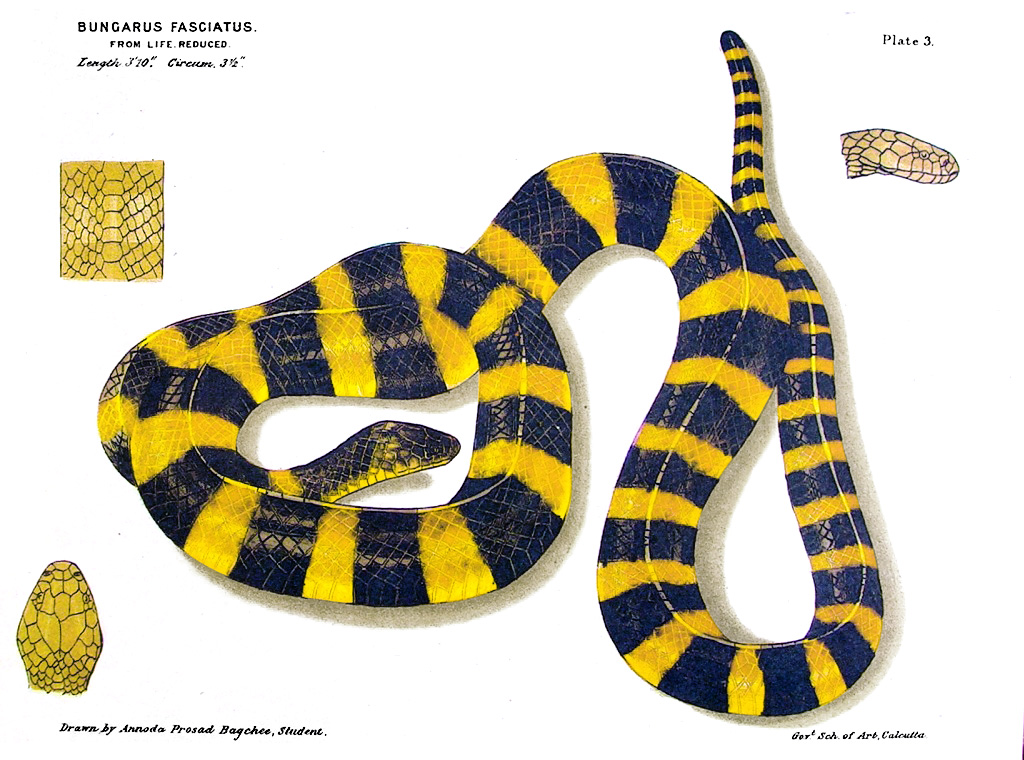
Ilustrace
Ilustrace